# Праздник Христа Царя

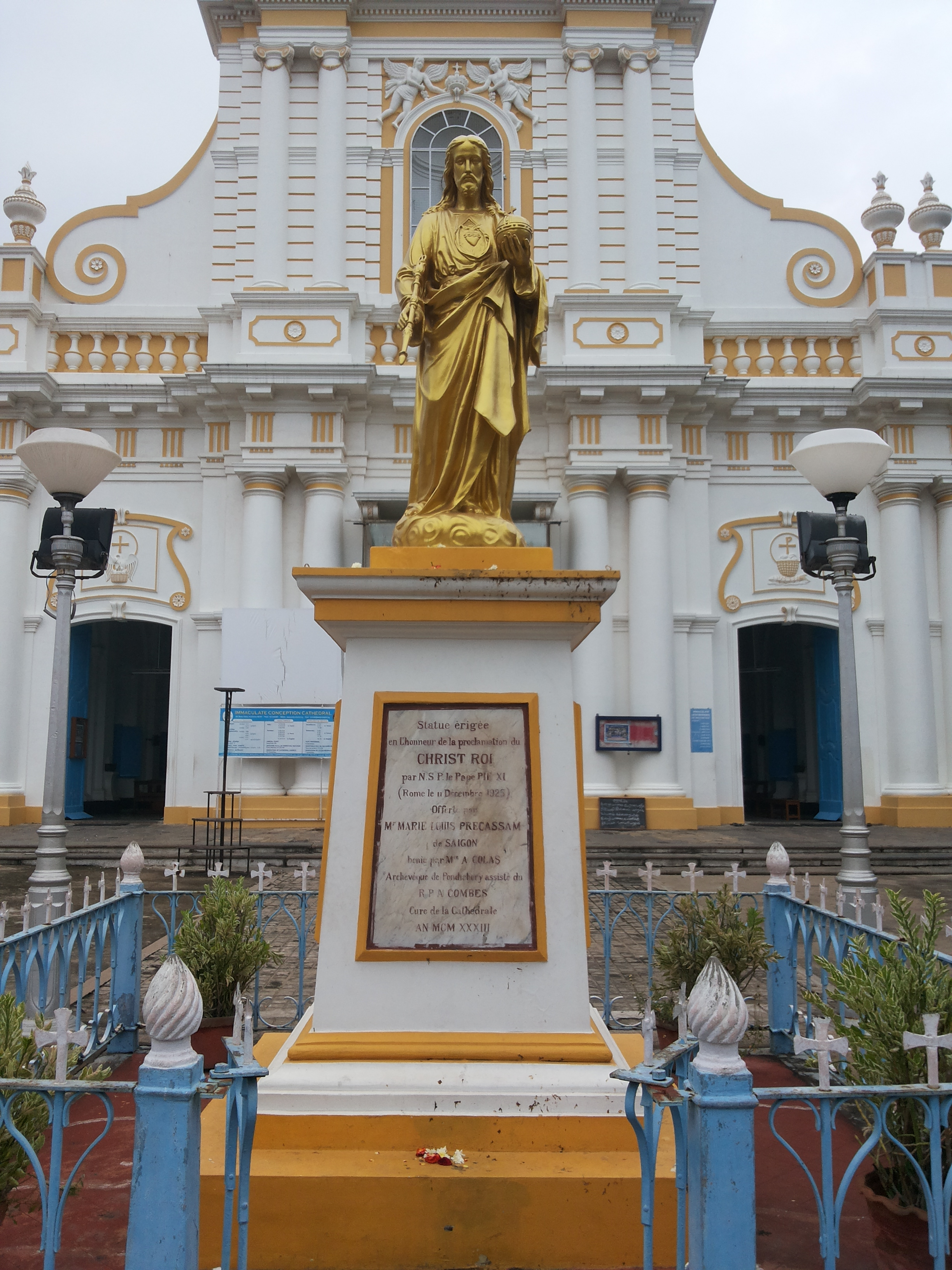
Статуя Христа-Царя со скипетром и державой перед собором Пудучерри, Индия

Праздник Христа Царя — праздник ежегодно отмечаемый католической и некоторыми протестантскими церквями.

## Празднование
Отмечается в последнее воскресенье литургического года (в период с 20 по 26 ноября). Имеет высший статус в иерархии католических праздников — торжества. В воскресенье, следующее за праздником Христа Царя, начинается Адвент (Рождественский пост), первый период нового литургического года. Католические священники, служащие мессу в праздник Христа Царя, облачаются в белые одежды, а не в зелёные, как в рядовые воскресенья.
Англикане и некоторые протестантские церкви также отмечают этот праздник.

## История
Праздник Христа Царя — один из самых молодых католических праздников, он был установлен папой Пием XI 11 декабря 1925 года в энциклике «Quas Primas». Смысл праздника в почитании Христа как Царя Вселенной. Царский титул многократно упомянут в Новом Завете: «Царство Моё не от мира сего» (Ин. 18:36), «Царю же веков нетленному, невидимому, единому премудрому Богу честь и слава во веки веков» (1Тим. 1:17), «Царь царей и Господь господствующих» (Отк. 19:16) и др. Иконы и статуи, посвящённые событию праздника, часто содержат царские регалии, такие как корона, скипетр и держава. В честь праздника освящён ряд храмов по всему миру (Категория:Храмы Христа Царя).
Целью установления праздника было поднять авторитет Церкви и подчеркнуть неразрывную связь между Христом и Церковью на фоне наступления секуляризма.
Первоначально датой праздника было установлено последнее воскресенье октября. В 1969 г. в ходе реформы литургического календаря он был передвинут на последнее воскресенье перед началом Адвента. В общинах католиков-традиционалистов сохраняется празднование в последнее воскресенье октября.

## Даты праздника
- 2013 — 24 ноября
- 2014 — 23 ноября
- 2015 — 22 ноября
- 2016 — 20 ноября

## Богослужение
Коллекта праздника:
Всемогущий, вечный Боже, пожелавший всё обновить в возлюбленном Сыне Твоём, Царь Вселенной, соделай, чтобы каждое творение, избавленное от рабства греха, всегда служило величию Твоему и непрестанно славословило Тебя. Через Господа нашего Иисуса Христа, Твоего Сына, который с Тобою живёт и царствует в единстве Святого Духа. Бог, во веки веков.